# 40210 Peixinho
40210 Peixinho este o planetă minoră (asteroid), cu un diametru de 10,285 km, din centura de asteroizi. A fost descoperită pe 16 septembrie 1998 la Stația Anderson Mesa de Lowell Observatory Near-Earth-Object Search și a fost numită după Nuno Peixinho⁠(d). 
Obiectul prezintă o orbită caracterizată de o semiaxă mare de 3,0419005440783 UAi, o excentricitate de 0,13323165717018, o înclinație de 9,1251406977183 ° în raport cu ecliptica.